# سیزده زندگی
سیزده زندگی (انگلیسی: Thirteen Lives) یک فیلم بقا و زندگی‌نامه‌ای آمریکایی محصول سال ۲۰۲۲ به کارگردانی ران هاوارد با بازی ویگو مورتنسن، کالین فارل و جوئل اجرتون است.
سیزده زندگی در ۲۹ ژوئیه ۲۰۲۲ توسط یونایتد آرتیستس در سینماهای منتخب اکران شد و در ۵ اوت به‌وسیلهٔ پرایم ویدئو پخش شد. این فیلم نقدهای عموماً مطلوبی از سوی منتقدان دریافت کرد.

## زمینهٔ داستان
این فیلم وقایع عملیات نجات در غار تام لوآنگ در سال ۲۰۱۸ را روایت می‌کند که یک تیم فوتبال نوجوانان شامل دوازده دانش‌آموز و مربی آن‌ها به مدت ۱۰ روز در غاری در پاتایا گرفتار شدند.

## بازیگران
- ویگو مورتنسن در نقش ریچارد استانتون
- کالین فارل در نقش جان ولانتن
- جوئل اجرتون در نقش ریچارد هریس، متخصص بیهوشی
- سوکولاوات کاناروت در نقش سامان کونان
- تیرافات ساجاکول در نقش آناند
- ساهاجاک بونتاناکیت در نقش نارونگساک اوساتاناکورن
- ویتایا پانسینگام در نقش ژنرال آنوپنگ پائوچیندا
- تی رادون اسپامینوت پینیو در نقش اکافون چانتاوونگ
- نوفاند بونیایی در نقش تانت نتیسری
- تام بیتمن در نقش کریس جول
- پل گلیسون در نقش جیسون مالینسون
- لوئیس فیتز جرالد در نقش ورنون آنسورث
- یو گامبیرا در نقش کوربا بانچم

## تولید
در آوریل ۲۰۲۰ اعلام شد که ران هاوارد قرار است این فیلم را کارگردانی کند و ویلیام نیکلسون فیلم‌نامهٔ آن را نوشته‌است. مترو گلدوین مایر حق انتشار فیلم را در ماه آینده به دست آورد. در مارس ۲۰۲۱، ویگو مورتنسن، کالین فارل و جوئل اجرتون از جمله بازیگرانی بودند که برای بازی در این فیلم اعلام شد.
مراحل فیلم‌برداری در ۲۹ مارس ۲۰۲۱ در استرالیا آغاز شد. همچنین بخشی از آن در تایلند فیلمبرداری شد. موسیقی متن اصلی فیلم توسط بنجامین والفیش ساخته شده‌است.

## انتشار
سیزده زندگی در ۲۹ ژوئیه ۲۰۲۲ توسط یونایتد آرتیستس در سینماهای منتخب اکران شد و در ۵ اوت از طریق پرایم ویدئو پخش شد. پیش از این قرار بود که در ۱۸ نوامبر ۲۰۲۲ منتشر شود. همچنین این فیلم در ابتدا برای انتشار در ۱۵ آوریل ۲۰۲۲ برنامه‌ریزی شده بود.
اولین فوتیج از این فیلم در انجمن ملی صاحبان سینما در ۲۴ اوت ۲۰۲۱ نمایش داده شد.

## بازخوردها
در وبگاه جمع‌آوری نقد راتن تومیتوز، ٪۸۶ از ۱۶۶ بررسی منتقدان مثبت است و میانگینِ امتیاز آن ۷٫۳/۱۰ است. اجماع این وبگاه چنین می‌نویسد: «سیزده زندگی که به طور پیوسته توسط کارگردان ران هاوارد هدایت می‌شود، نمایشی ناقص اما همچنان جذاب از یک داستان واقعی باورنکردنی را ارائه می‌دهد.» این فیلم در متاکریتیک که از میانگین وزنی استفاده می‌کند، بر اساس نظر ۴۰ منتقدین امتیاز ۶۶ از ۱۰۰ را کسب کرده که نشان‌گر «نقدهای عموماً مطلوب» است.